# 中国人民解放军空军疾病预防控制中心
中国人民解放军空军疾病预防控制中心，位于北京市，隶属中国人民解放军空军后勤部。

## 简介
空军疾病预防控制中心的前身是中国人民解放军空军卫生防疫队，隶属中国人民解放军空军后勤部。2014年正式更名为中国人民解放军空军疾病预防控制中心，仍隶属中国人民解放军空军后勤部。
2015年，在“火力-2015·山丹A”陆军防空兵部队跨区基地化实兵实弹演习中，中国人民解放军军战役卫勤力量第一次直接支援保障兵种部队作战，并独立考核评分，其中由中国人民解放军第二六四医院组成50人的一支野战医疗队，随北京军区某防空旅遂行作战保障任务，同时由空军疾病预防控制中心组建的野外防疫队检测监测战场水源、防控群发传染病、洗消感染区域。

## 历任领导
| 主任 | 政治委员 |